# Ophiomyia aberrans
Ophiomyia aberrans är en tvåvingeart som beskrevs av Spencer 1959. Ophiomyia aberrans ingår i släktet Ophiomyia och familjen minerarflugor. Inga underarter finns listade i Catalogue of Life.